# 村瀬洋
村瀬 洋（むらせ ひろし）は、日本の工学者。情報科学者。工学博士（名古屋大学）。名古屋大学大学院情報科学研究科メディア科学専攻教授を経て、同特任教授。紫綬褒章受章。愛知県出身。

## 人物
愛知県立刈谷高等学校を経て、1978年名古屋大学工学部電気電子工学科卒業、1980年名古屋大学大学院工学研究科電気電子工学専攻修士課程修了後、NTT入社。NTTコミュニケーション科学基礎研究所部長等を経て、2003年名古屋大学教授。
パラメトリック固有空間法という3次元の物体を効率よく認識する方法を開発し、画像、映像などの検索を短時間で行う方法を実現したことで知られる。

## 経歴
- 1978年 名古屋大学工学部電気電子工学科卒業
- 1980年 名古屋大学大学院電気電子工学専攻修士課程修了
- 1980年 NTT（当時、日本電信電話公社)入社
- 1987年 名古屋大学大学院情報工学専攻 工学博士取得（論文博士）[1]
- 1992年から1年間 米国コロンビア大学コンピュータ科学部客員研究員
- 2003年 名古屋大学大学院情報科学研究科メディア専攻教授
- 2021年　名古屋大学名誉教授、同大学院情報科学研究科特任教授[1]

## 受賞等
- 1985年 篠原学術奨励賞（電子情報通信学会）
- 1992年 テレコムシステム技術賞（電子通信普及財団）
- 1994年 IEEE Best Paper Award: CVPR(パターン認識コンピュータビジョン国際会議) (IEEE)
- 1995年 山下記念研究賞（情報処理学会）
- 1996年 IEEE Best Video Award: ICRA(ロボットとオートメーション国際会議) (IEEE)
- 2001年 高柳記念奨励賞(高柳記念電子科学技術振興財団）
- 2001年 システムソサエティ論文賞（連作論文）（電子情報通信学会）
- 2002年 電子情報通信学会業績賞（電子情報通信学会）
- 2003年 文部科学大臣賞（文部科学省）
- 2004年 IEEE論文賞 Trans. on Multimedia (IEEE)
- 2004年 画像認識理解シンポジウムMIRU2004優秀論文賞(MIRU)
- 2005年 テレコムシステム技術奨励賞（電子通信普及財団）
- 2006年 IEEEフェロー（IEEE）(2006.1.1)
- 2006年 論文賞（Best Industry Related Paper Award）ICPR2006（パターン認識国際会議）（IAPR）
- 2007年 FIT2007論文賞（情報科学技術フォーラム）
- 2007年 Most Influential Paper over the Decade Award, MVA, IAPR
- 2007年 電子情報通信学会フェロー称号授与
- 2009年 論文賞（MMM2009 Best Paper Award) ACM Int. Multimedia Modeling Conference
- 2010年 前島密賞 (逓信協会) 『時系列メディア情報に対する高速探索技術の開発と実用化』
- 2012年 紫綬褒章[4]

## 著書
- 1991年 Character & handwriting recognition - expanding frontiers（World Scientific Publishing Company）
- 1992年 Physics-based vision: Principles and practice radiometry（Bartlett Publishers Inc.）
- 1995年 Theory and applications of image analysis II, World Scientific（World Scientific Publishing Company）
- 1996年 Early visual learning（Oxford University Press）
- 1998年 わかりやすいパターン認識（オーム社）
- 1998年 コンピュータビジョンー技術評論と将来展望（新技術コミュニケーションズ）
- 2002年 コンピュータ画像処理（オーム社）